# Luo Ronghuan
 (mars 2025).
Luo Ronghuan (chinois : 罗荣桓), né le 26 novembre 1902 dans le village de Nanwan (aujourd'hui dans le bourg de Rongheng dans le xian de Hengdong), province du Hunan et décédé le 16 décembre 1963, est un spécialiste des affaires militaires chinois.